# Salem Ould Habib
Salem Ould Habib (arabisch سالم ولد حبيب, DMG Sālim walad Ḥabīb; * 6. April 1964) ist ein ehemaliger mauretanischer Ringer.

## Biografie
Salem Ould Habib nahm bei den Olympischen Sommerspielen 1988 im Weltergewicht des Freistilringens teil. Nachdem er seine ersten beiden Kämpfe verloren hatte, schied Ould Habib vorzeitig aus.